# Copidosoma viridiaeneum
Copidosoma viridiaeneum is een vliesvleugelig insect uit de familie Encyrtidae. De wetenschappelijke naam is voor het eerst geldig gepubliceerd in 1970 door Hoffer.